# Galerosastra
Galerosastra là một chi bọ cánh cứng trong họ Chrysomelidae.
Chi này được miêu tả khoa học năm 1929 bởi Laboissiere.

## Các loài
Các loài trong chi này gồm:
- Galerosastra multimaculata (Jacoby, 1886)
- Galerosastra sumatrana (Jacoby, 1896)